# قره‌میق
قره‌میق (به قرقیزی: Карамык) یک منطقه مسکونی در قرقیزستان است که در استان اوش و در شهرستان چنگ‌آلای واقع شده است. این شهرک در کنار رودخانه وخش در نزدیکی مرز با کشور تاجیکستان جای دارد. این شهرک یک گذرگاه مرزی است و در جاده ئی۶۰ اروپا (AH65) قرار دارد.